# Stornoway
Stornoway (gael. Steòrnabhagh) – miasto, liczące 9 tys. mieszkańców (aglomerację zamieszkuje około 12 tys. osób), położone na Lewis (część wyspy Lewis and Harris), w archipelagu Hebrydów Zewnętrznych.
Port promowy i rybacki, lotnisko, muzeum. Prom samochodowy do Ullapool.
Siedziba władz lokalnych Wysp Zachodnich (gael. Na h-Eileanan Siar). Inni pracodawcy to szpital i dwie przetwórnie rybne. 
Miejscowa Polonia to około 100 osób przybyłych po 2004 roku. W Stornoway rozwija się rynek usług hotelarskich. W miasteczku znajduje się kilka hoteli i kilkanaście domów gościnnych (bed and breakfast).